# Charles Nerinckx (burgemeester)
Charles Joseph (Karel) Nerinckx (Halle, 21 november 1847 – 8 december 1925) was een Belgisch katholiek politicus.

## Levensloop
Charles Nerinckx werd geboren als zoon van Emile Nerinckx en Henriette Nerinckx.
Van 1907 tot 1921 was hij burgemeester van Halle.
Tevens was hij provincieraadslid van de provincie Brabant.
Zowel zijn vader Emile als zijn grootvader Henri-Joseph Nerinckx waren burgemeester van Halle.